# Mammo
Mammo est un chef militaire ostrogoth vivant entre la seconde moitié du Ve siècle et le premier tiers du VIe siècle.

## Biographie
Général du roi des Ostrogoths d'Italie Théodoric le Grand, Mammo s'illustre notamment en Gaule du Sud dans la guerre franco-gothique (508/510), secondant les généraux Tuluin et Ibba. Arrivé en Provence avec de nouveaux renforts pour assister Ibba, il s'empare de Valence et d'Orange, ravageant ces cités et réduisant un grand nombre des habitants (ou la totalité ?) en esclavage.

## Sources
- Jordanès, Histoire des Goths [détail des éditions] [lire en ligne], vers 550
- Michel Rouche, Clovis, Paris, Éditions Fayard, 1996 (ISBN 2-2135-9632-8)